# 区分的
数学における区分定義写像（くぶんていぎしゃぞう、英: piecewise-defined function; 区分的に定義された函数）あるいは区分（ごとの）写像 (piecewise function) は、独立変数の値によってその写像を定義する「対応規則」が変化するような写像である。つまり区分定義写像は、その定義域の分割の各小片（定義域片）上で定義された複数の写像の寄せ集めとして定義される。
区分ごとに考えるというのは写像そのものの性質ではなく実際には表示法を言っているのであるが、適当な仮定を追加して写像の性質を記述することに利用できる。たとえば、「区分的に微分可能」や「区分的に連続的微分可能」な函数は、定義域片上ではいずれも微分可能だが、全体としては（つまり定義域片の「境界」で）微分可能でないことが起こり得る。凸解析では、そのような点をも含むように微分係数の概念を一般化するために、区分定義函数の劣微分が考えられる。

## 定義
集合 A から B への写像 f: A → B が区分的に定義されているとは、定義域 A の分割
{\displaystyle A=\bigcup _{\lambda \in \Lambda }A_{\lambda }\quad {\text{where }}A_{\lambda }\cap A_{\mu }=\emptyset \quad (\forall \mu \neq \lambda )}
および各 Aλ 上で定義された写像 fλ: Aλ → B が存在して、任意の x ∈ Aλ (λ ∈ Λ) に対して f(x) = fλ(x) を満たすことを言う。
言い換えれば、区分的に定義された写像は互いに素な集合族 {Aλ}λ ∈ Λ の直和上で定義される、写像族 (fλ: Aλ → B)λ ∈ Λ の直和
{\displaystyle f=\bigoplus _{\lambda \in \Lambda }f_{\lambda }\colon \coprod _{\lambda \in \Lambda }A_{\lambda }\to B}
である。

## 記法と解釈

絶対値函数のグラフ

区分的に定義された写像は、定義域片とその上で定義された写像片の集まりとして全体を構成すること以外は、通常の写像の記法に則って記述することができる。著しいのは実用上の大半においてそうであるように、定義域が「有限個」の「区間」に分割される場合を指して「区分的」と言う場合である。例えば、絶対値函数の区分的な定義
{\displaystyle |x|={\begin{cases}-x,&{\mbox{if }}x<0\\x,&{\mbox{if }}x\geq 0\end{cases}}}
を考える。零より小さな任意の値の x に対しては一行目の函数 −x が適用されて、負号によって符号が反転されて負数は正数になる。零以上の任意の値の x に対しては二行目の函数 x が適用されて、入力された値は自明に評価されて入力それ自身を出力する。
このように、区分的に定義された写像において、特定の x における値を評価しようと考える場合には、与えられた入力に対してそれがどの定義域片に属するかを適切に選ぶことが、どの写像片を適用して出力を得るべきかを正しく知るために必要である。

## 区分的な性質
「区分的」(piecewise-) という修辞は区分的に定義された写像が、各小片において満たすが全体としては必ずしも満たさないというような性質を記述するのにも用いられる。例えば、区分多項式函数（区分的に多項式な函数）と言えば、定義域の各小片において多項式函数となるが全体としてはそうでないかもしれない。あるいは区分連続曲線（区分的に連続な曲線）は、各小片上では連続だが、小片の境界に不連続を持ち得る。
一般には、区分的な定義において定義域が区間や領域に分割されることは必須の要件ではない。しかし例えば一変数実函数に対して（連続性や可微分性などの局所的概念は点を含む適当な近傍において定義されるから）「区分的に一次」や「区分的に連続」、「区分的に微分可能」といった概念は、小片が区間である場合にのみ意味がある。

## 連続性

x0 の両側で異なる二次函数を接いだ区分定義函数。

区分定義函数が与えられた区間において連続であるとは、以下の条件を満たすことを言う。
- 函数はその区間全体で定義されている
- 函数を定義する函数片がその区間において連続
- その区間に含まれる定義域片のどの端点も函数の不連続点でない

例えば図の函数はふたつの定義域片の何れでも連続となる区分連続な函数だが、x0 で跳躍不連続ゆえ、定義域全体では連続でない。

## よく知られた例
- 絶対値
- 階段函数
- 区分一次函数
- 区分的可微分函数（英語版）
- 符号函数
- スプライン曲線
- B-スプライン曲線